# Berzieux
Berzieux est une commune française, située dans le département de la Marne en région Grand Est.

## Géographie
Berzieux est situé en Argonne. La ville la plus proche est Sainte-Menehould (11 km).
|         | Malmy Ville-sur-Tourbe |                 |
| Virginy | Berzieux               | Vienne-la-Ville |
|         | Courtémont             |                 |

### Hydrographie
La commune est dans la région hydrographique « la Seine du confluent de l'Oise (inclus) à l'embouchure » au sein du bassin Seine-Normandie. Elle est drainée par le Pretre,.

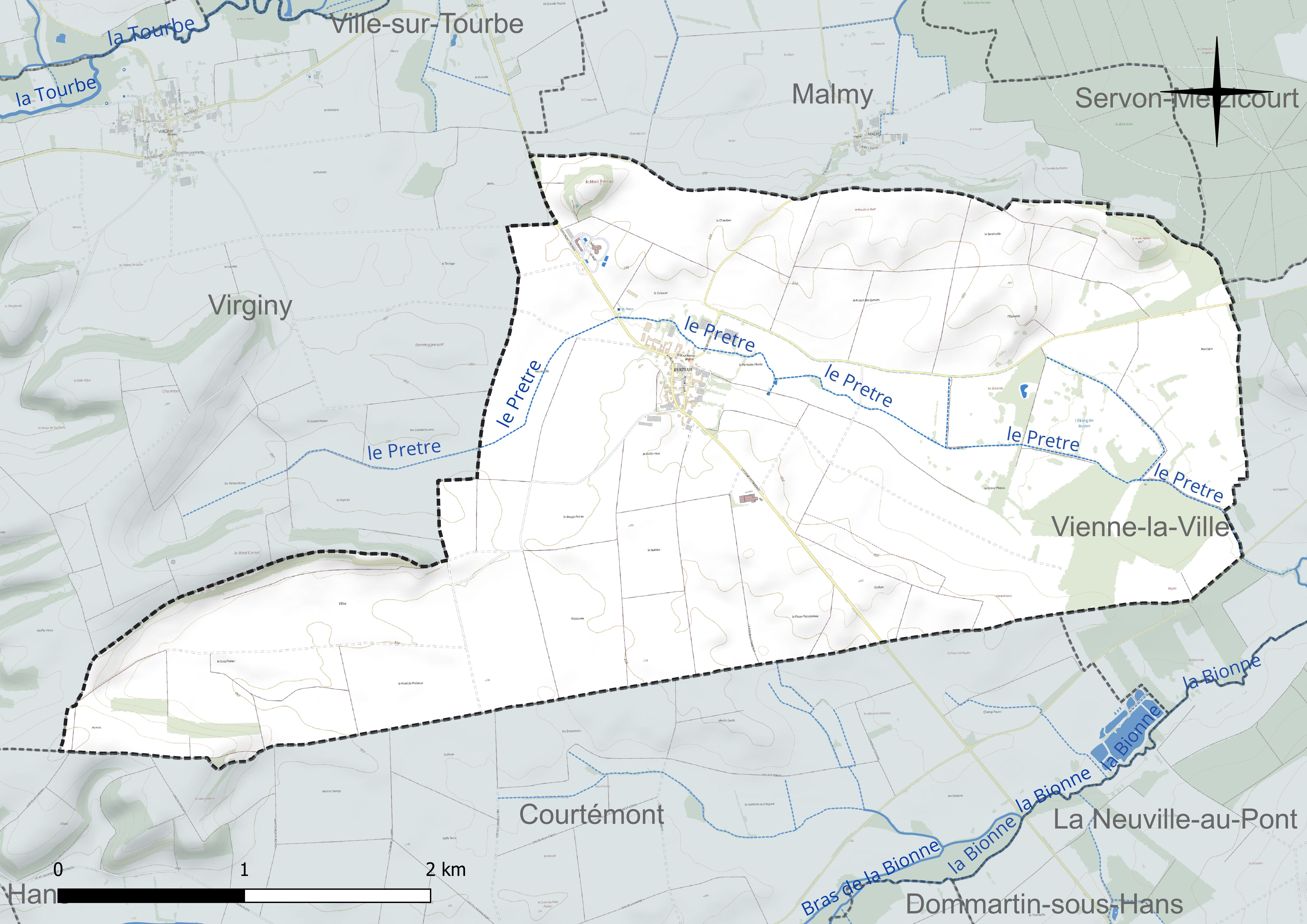
Réseau hydrographique de Berzieux.

### Climat
Pour des articles plus généraux, voir Climat du Grand Est et Climat de la Marne.
En 2010, le climat de la commune est de type climat des marges montargnardes, selon une étude du Centre national de la recherche scientifique s'appuyant sur une série de données couvrant la période 1971-2000. En 2020, Météo-France publie une typologie des climats de la France métropolitaine dans laquelle la commune est exposée à un climat océanique altéré et est dans la région climatique  Nord-est du bassin Parisien, caractérisée par un ensoleillement médiocre, une pluviométrie moyenne régulièrement répartie au cours de l’année et un hiver froid (3 °C). 
Pour la période 1971-2000, la température annuelle moyenne est de 10,2 °C, avec une amplitude thermique annuelle de 15,9 °C. Le cumul annuel moyen de précipitations est de 851 mm, avec 13 jours de précipitations en janvier et 9 jours en juillet. Pour la période 1991-2020, la température moyenne annuelle observée sur la station météorologique de Météo-France la plus proche, « Argers », sur la commune d'Argers à 11 km à vol d'oiseau, est de 10,9 °C et le cumul annuel moyen de précipitations est de 739,4 mm. 
La température maximale relevée sur cette station est de 41,1 °C, atteinte le 25 juillet 2019 ; la température minimale est de −17,5 °C, atteinte le 20 décembre 2009,,. 
Les paramètres climatiques de la commune ont été estimés pour le milieu du siècle (2041-2070) selon différents scénarios d'émission de gaz à effet de serre à partir des nouvelles projections climatiques de référence DRIAS-2020. Ils sont consultables sur un site dédié publié par Météo-France en novembre 2022.

## Urbanisme

### Typologie
Au 1er janvier 2024, Berzieux est catégorisée commune rurale à habitat très dispersé, selon la nouvelle grille communale de densité à sept niveaux définie par l'Insee en 2022.
Elle est située hors unité urbaine. Par ailleurs la commune fait partie de l'aire d'attraction de Sainte-Menehould, dont elle est une commune de la couronne,. Cette aire, qui regroupe 50 communes, est catégorisée dans les aires de moins de 50 000 habitants,.

### Occupation des sols
L'occupation des sols de la commune, telle qu'elle ressort de la base de données européenne d’occupation biophysique des sols Corine Land Cover (CLC), est marquée par l'importance des territoires agricoles (94,6 % en 2018), en augmentation par rapport à 1990 (92,2 %). La répartition détaillée en 2018 est la suivante : 
terres arables (78 %), prairies (10,6 %), zones agricoles hétérogènes (6 %), forêts (5,4 %). L'évolution de l’occupation des sols de la commune et de ses infrastructures peut être observée sur les différentes représentations cartographiques du territoire : la carte de Cassini (XVIIIe siècle), la carte d'état-major (1820-1866) et les cartes ou photos aériennes de l'IGN pour la période actuelle (1950 à aujourd'hui).

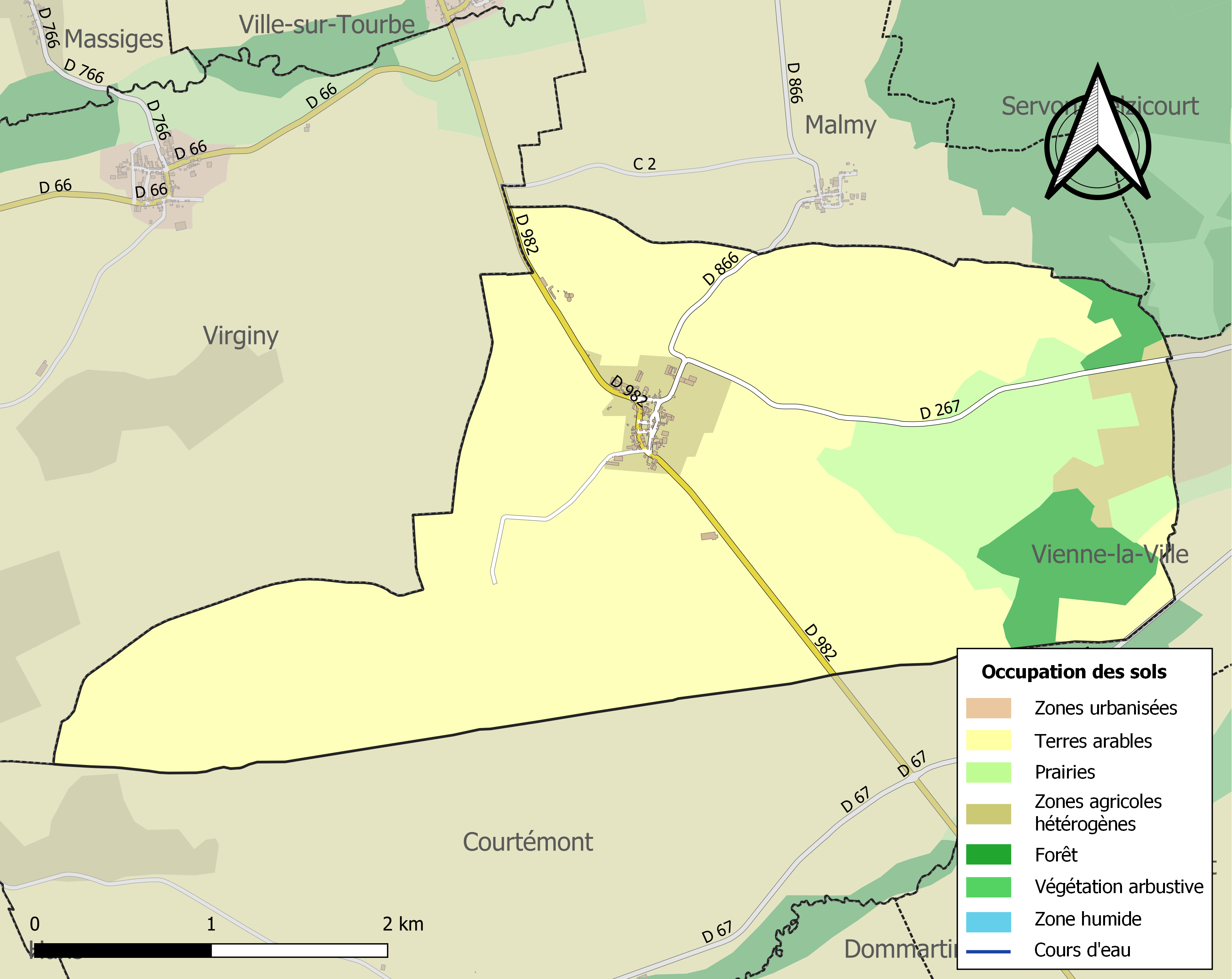
Carte des infrastructures et de l'occupation des sols de la commune en 2018 (CLC).

## Toponymie
Le nom de la localité est attesté sous les formes Villa Berzis (1052) ; Berzil (1074) ; Berzeium, Berceium (1184) ; Berzyus (1227) ; Ber[z]ius (vers 1240) ; Bersix (1240) ; Berzi (1274) ; Brezieux (1290) ; Bersis (1293) ; Bersieux (1406) ; Berzieux (1417) ; Berzieu, Verseaulx (1538) ; Berseulx (vers 1538) ; Verzeux, Berzieulx (1539) ; Berzeul (1555) ; Berzul, Berzeuil (1565) ; Verzieulx (1573) ; Berrieux (1739).

Berzil en 1074 représente l'ancien français bercil « bergerie ».

## Histoire
Le village est nommé Villa Berzis pour la première fois en 1052. Sa fondation remonte à 1074 à partir des baronnies de Hans et Ville-sur-Tourbe. Son église paroissiale dépendait alors de celle de Vienne-la-Ville, et faisait partie de l'évêché de Reims. Le village a été dévasté en 1652 pendant la Fronde puis pendant la Première Guerre mondiale. Le 9 janvier 1871 le ballon monté Duquesne s'envole de la gare d'Orléans à Paris alors assiégé par les Prussiens et termine sa course à Berzieux après avoir parcouru 167 kilomètres.
La Butte rouge est une chanson anti-guerre de Montéhus écrite en 1919 qui fait référence à la Butte Bapaume , un lieu-dit inhabité dans les environs de Berzieux et à un triste épisode de la bataille de Champagne. L'église fut entièrement reconstruite en 1924 sur les plans de l'architecte Lecomte.

### Décorations françaises
Croix de guerre 1914-1918 : 1er octobre 1920.

## Politique et administration
Par décret du 29 mars 2017, l'arrondissement de Sainte-Menehould est supprimée et la commune est intégrée le 31 mars 2017 à l'arrondissement de Châlons-en-Champagne.

### Intercommunalité
La commune, antérieurement membre de la communauté de communes du canton de Ville-sur-Tourbe, est membre, depuis le 1er janvier 2014, de la CC de l'Argonne Champenoise.
En effet, conformément au schéma départemental de coopération intercommunale de la Marne du 15 décembre 2011, cette communauté de communes de l'Argonne Champenoise est issue de la fusion, au 1er janvier 2014,  de : 
- la communauté de communes du Canton de Ville-sur-Tourbe ;
- de la communauté de communes de la Région de Givry-en-Argonne ;
- et de la communauté de communes de la Région de Sainte-Menehould.

Les communes isolées de Cernay-en-Dormois, Les Charmontois, Herpont et Voilemont ont également rejoint l'Argonne Champenoise à sa création.

### Liste des maires
| Période    | Période                      | Identité             | Étiquette | Qualité                        |
| ---------- | ---------------------------- | -------------------- | --------- | ------------------------------ |
| avant 1868 |                              | Jean François TILLOY |           |                                |
| 1971       | ?                            | Fernand Mangin       |           |                                |
| mars 2001  | mars 2008                    | Joël Mangin          |           |                                |
| mars 2008  | En cours (au 4 juillet 2014) | Jacques Tilloy       |           | Réélu pour le mandat 2014-2020 |

## Démographie
L'évolution du nombre d'habitants est connue à travers les recensements de la population effectués dans la commune depuis 1793. Pour les communes de moins de 10 000 habitants, une enquête de recensement portant sur toute la population est réalisée tous les cinq ans, les populations de référence des années intermédiaires étant quant à elles estimées par interpolation ou extrapolation. Pour la commune, le premier recensement exhaustif entrant dans le cadre du nouveau dispositif a été réalisé en 2006.

En 2022, la commune comptait 71 habitants, en évolution de −2,74 % par rapport à 2016 (Marne : −1,19 %, France hors Mayotte : +2,11 %).
| 1793 | 1800 | 1806 | 1821 | 1831 | 1836 | 1841 | 1846 | 1851 |
| ---- | ---- | ---- | ---- | ---- | ---- | ---- | ---- | ---- |
| 218  | 300  | 342  | 304  | 377  | 374  | 350  | 345  | 330  |

| 1856 | 1861 | 1866 | 1872 | 1876 | 1881 | 1886 | 1891 | 1896 |
| ---- | ---- | ---- | ---- | ---- | ---- | ---- | ---- | ---- |
| 296  | 293  | 294  | 287  | 287  | 257  | 239  | 222  | 202  |

| 1901 | 1906 | 1911 | 1921 | 1926 | 1931 | 1936 | 1946 | 1954 |
| ---- | ---- | ---- | ---- | ---- | ---- | ---- | ---- | ---- |
| 208  | 200  | 183  | 92   | 110  | 125  | 116  | 111  | 111  |

| 1962 | 1968 | 1975 | 1982 | 1990 | 1999 | 2006 | 2011 | 2016 |
| ---- | ---- | ---- | ---- | ---- | ---- | ---- | ---- | ---- |
| 108  | 110  | 102  | 98   | 77   | 83   | 77   | 71   | 73   |

| 2021 | 2022 | - | - | - | - | - | - | - |
| ---- | ---- | - | - | - | - | - | - | - |
| 73   | 71   | - | - | - | - | - | - | - |

## Personnalités liées à la commune
- Barthélemy Prieur (1536-1611), sculpteur français de la Renaissance, et né dans le village.
- Joseph-Alexandre-Benjamin Hurault, homme politique né le 14 janvier 1750 à Berzieux (Marne) et décédé le 18 août 1812 à Meaux (Seine-et-Marne).
- Robert Caze (1853-1886), supposé marquis de Berzieux, écrivain, romancier, poète et journaliste.
- Jean Anselme Tilloy, 1824-1903, prêtre et théologien.